# TQFP

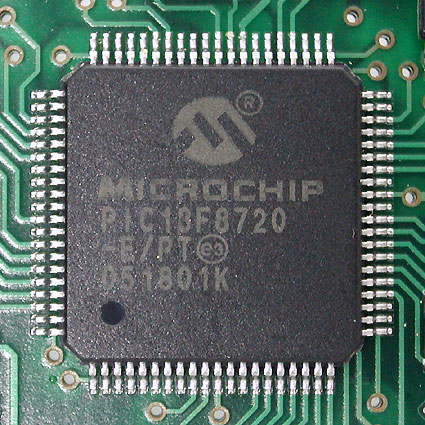
Микросхема в 80-выводном корпусе TQFP

TQFP (англ. Thin Quad Flat Pack) — тип корпуса микросхемы. Имеет те же преимущества, что QFP, но отличается меньшей толщиной, которая составляет от 1,0 мм для 32-выводных микросхем и до 1,4 мм для 256-выводных, в то время как толщина QFP составляет от 2,0 до 3,8 мм. Имеет стандартный размер выводов (2 миллиметра). Возможное количество выводов от 32 до 176 при размере одной стороны корпуса от 5 до 20 миллиметров. Используются медные выводы с шагом 0.4, 0.5, 0.65, 0.8 и 1 миллиметр.
TQFP позволяет решить такие задачи, как увеличение плотности размещения компонентов на печатных платах, уменьшение размеров подложки, уменьшение толщины корпусов устройств.